# Puerto Seguro
Puerto Seguro – gmina w Hiszpanii, w prowincji Salamanka, w Kastylii i León, o powierzchni 29,38 km². W 2011 roku gmina liczyła 75 mieszkańców.